# Покровское (Черняховский район)
Покровское — посёлок в Черняховском районе Калининградской области.

## География
Посёлок расположен в 28 км на северо-восток от Черняховска, в 8 км на северо-восток от посёлка Калужское.

## История
Согласно довоенным картам Восточной Пруссии на месте нынешнего посёлка располагался населённый пункт Медукаллен (нем. Medukallen) (1938-1946 — Хонигберг (нем. Honigberg)).
После Второй мировой войны в 1947 году согласно Указу Президиума ВС РСФСР от 17.11.1947 Медукаллен в числе нескольких населённых пунктов вошёл в состав объединённого посёлка, получившего название Вишнёвое. Тем же указом наименование Покровское было присвоено объединённому посёлку, включавшему в себя 2 населённых пункта: Бутткунен (нем. Buttkuhnen) (1938-1946 — Тильзенталь (нем. Tilsental)) и Кребшен (нем. Krebschen) (1938-1946 — Айхбаум (нем. Eichbaum)).
К 1975 году бывшая деревня Медукаллен была отнесена к посёлку Покровское.
До 2015 года посёлок входил в состав Калужского сельского поселения.

## Население
| 2002 | 2010 |
| ---- | ---- |
| 330  | ↘256 |